# ألونزو ك. بيج
ألونزو ك. بيج (بالإنجليزية: Alonzo C. Paige)‏ هو محامي وقاضي وسياسي أمريكي، ولد في 31 يوليو 1797، وتوفي في 31 مارس 1868. حزبياً، نشط في الحزب الديمقراطي. وقد انتخب عضو جمعية ولاية نيويورك وانتخب عضو مجلس ولاية نيويورك.